# Mentawai-Inseln

Die Mentawai-Inseln sind eine zu Indonesien gehörige Inselgruppe südwestlich von Sumatra. Sie gehören zur Provinz Westsumatra.

## Geographie
Der Archipel liegt – durch die Meerenge Selat Mentawai getrennt – etwa 130 km südwestlich von Sumatra und beherbergt Mitte 2023 93.313 Einwohner auf 5988,22 Quadratkilometern (Bevölkerungsdichte von 16 Einw. je km²) – 48.327 Männer (51,79 %) und 44.986 Frauen (48,21 %)
Die größten Inseln sind Siberut, Sipora, Nordpagai (Pagai Utara) und Südpagai (Pagai Selatan).
Im Norden, jenseits der Meerenge Selat Siberut, liegen die Batu-Inseln, im Süden liegen Mega, Sanding und Enggano.

## Verwaltung
Die Mentawai-Inseln bilden seit 1999 innerhalb der Provinz Westsumatra einen eigenen Regierungsbezirk (Kabupaten) mit der Hauptstadt Tuapejat auf Sipora. Der 9. und gegenwärtige Regierungschef (indonesisch Bupati) ist Fernando Jongguran Simanjuntak. Von den 43 Dörfern haben zehn keinen Zugang zum Meer. Sinaja im Kecamatan Pagai Selatan hat mit 199,69 km die längste Küstenlinie.

### Verwaltungsgliederung
Administrativ unterteilt sich der Archipel in 10 Distrikte oder Unterbezirke (indonesisch Kecamatan) mit 43 Dörfern (Desa). Diese untergliedern sich seit 2019 in 354 Dusun (13 mehr als die Jahre zuvor). Die Zugehörigkeit zu den vier Hauptinseln Siberut (3.838 km²), Sipora (651 km²), Pagai Utara sowie Pagai Selatan (zusammen 1522 km²) ist anhand des Namens erkennbar. Eine Ausnahme bildet der Distrikt Sikakap, der beide Pagai-Inseln umspannt. Die Dörfer Maitobe und Taikako liegen auf der Nordinsel und das namensgebende Sikakap auf Nord- und Südinsel.
Im Volkszählungsjahr 2020 gab es 20.843 Haushalte mit durchschnittlich 4,20 Personen pro Haushalt.
| Code 1   | Kecamatan Distrikt   | Ibu Kota Verwaltungssitz | Fläche (km²) | Einw. Zensus 2010 2 | Volkszählung 2020 | Volkszählung 2020 | Volkszählung 2020 | Anzahl der | Anzahl der |
| Code 1   | Kecamatan Distrikt   | Ibu Kota Verwaltungssitz | Fläche (km²) | Einw. Zensus 2010 2 | Einw. 3           | 0Dichte 40        | Sex Ratio 5       | Dörfer 6   | Inseln     |
| -------- | -------------------- | ------------------------ | ------------ | ------------------- | ----------------- | ----------------- | ----------------- | ---------- | ---------- |
| 13.09.01 | Pagai Utara          | Saumanganya              | 371,25       | 5.212               | 6.031             | 16,2              | 108,76            | 3          | 9          |
| 13.09.02 | Sipora Selatan       | Sioban                   | 348,33       | 8.460               | 9.812             | 28,2              | 106,22            | 7          | 3          |
| 13.09.03 | Siberut Selatan      | Muara Siberut            | 328,00       | 8.446               | 9.933             | 30,3              | 106,21            | 5          | 1          |
| 13.09.04 | Siberut Utara        | Muara Sikabaluan         | 782,68       | 7.774               | 8.337             | 10,7              | 109,21            | 6          | 4          |
| 13.09.05 | Siberut Barat        | Simalegi                 | 1.163,64     | 6.733               | 7.803             | 6,7               | 110,21            | 3          | 1          |
| 13.09.06 | Siberut Barat Daya00 | Pasakiat Taileleu        | 1.013,83     | 6.069               | 7.058             | 7,0               | 110,00            | 3          | 17         |
| 13.09.07 | Siberut Tengah       | Saibi Samukop            | 589,75       | 6.069               | 7.089             | 12,0              | 107,71            | 3          | 5          |
| 13.09.08 | Sipora Utara         | Sido Makmur              | 272,40       | 9.097               | 11.968            | 43,9              | 106,10            | 6          | 18         |
| 13.09.09 | Sikakap              | Taikako                  | 312,60       | 9.531               | 10.219            | 32,7              | 107,66            | 3          | 9          |
| 13.09.10 | Pagai Selatan        | Bulasat                  | 851,28       | 8.782               | 9.373             | 11,0              | 109,08            | 4          | 32         |
| 13.12    | Kab. Kep. Mentawai   | Kab. Kep. Mentawai       | 6.033,76     | 76.173              | 87.623            | 14,5              | 107,90            | 43         | 99         |

## Bevölkerung
Die Bewohner der Mentawai-Inseln zählen zu den ursprünglichsten Völkern Indonesiens und sprechen eine eigene austronesische Sprache. Im Gegensatz zu den Minangkabau am benachbarten Festland wurden sie nicht islamisiert, sondern hingen bis weit ins 20. Jahrhundert hinein animistischen Lokalreligionen an. Durch intensive Missionstätigkeiten zählt sich jedoch mittlerweile ein Großteil der Mentawai-Insulaner zum Christentum (77,59 %, davon 62,5 % Protestanten). Die meisten Christen lebten in den Kecamatan Pagai Selatan (94,89 %) und Siberut Baya Daya (90,22 %), die wenigsten im Kec. Sipora Utara (52,46 %). Die Christen besaßen 334 Kirchen (234/100), die Muslime 70 Moscheen und kleinere Gebetsräume (indonesisch Mushola).

### Soziale Daten 2020
| Merkmal                                                            | Kabupaten | 0Provinz Sumatra Barat0 |
| ------------------------------------------------------------------ | --------- | ----------------------- |
| Bevölkerung unterhalb der Armutsgrenze (Tsd.)0                     | 13,37     | 344,23                  |
| Anteil der „armen Bevölkerung“ (indonesisch Penduduk miskin) (%)00 | 14,35     | 006,28                  |
| Arbeitslosenrate (%)                                               | 03,98     | 006,88                  |
| Lebenserwartung bei der Geburt (Jahre)                             | 64,73     | 069,47                  |
| HDI-Index                                                          | 61,09     | 072,38                  |
| Analphabetenrate (in %, 15–64 J.)                                  | 01,90     | 000,41                  |
| Abhängigenquotient 1                                               | 46,96     | 047,09                  |
| Anteil der Altersgruppen                                           | 0Real0    | 0Prozentual0            |
| Kinder (<15 J.)                                                    | 24.7500   | 028,25                  |
| arbeitsfähige Bevölkerung (15–64 J.)                               | 59.5980   | 068,02                  |
| Rentner und Pensionäre (>65 J.)                                    | 3.275     | 003,74                  |

### Aktuelle Bevölkerungsdaten vom Jahresende 2022
Nachfolgende Tabelle gibt den Einwohnerstand per 31. Dezember 2022 wieder.
| Kecamatan             | Fläche km² | Einwohner gesamt | Männer | Frauen | Dichte Einw. je km² | Sex Ratio (M*100/F) |
| --------------------- | ---------- | ---------------- | ------ | ------ | ------------------- | ------------------- |
| Pagai Utara           | 343,11     | 6.380            | 3.332  | 3.048  | 18,6                | 109,32              |
| Sipora Selatan        | 345,53     | 10.362           | 5.339  | 5.023  | 30,0                | 106,29              |
| Siberut Selatan       | 674,80     | 10.373           | 5.367  | 5.006  | 15,4                | 107,21              |
| Siberut Utara         | 782,53     | 8.686            | 4.488  | 4.198  | 11,1                | 106,91              |
| Siberut Barat         | 1.169,00   | 7.902            | 4.113  | 3.789  | 6,8                 | 108,55              |
| Siberut Barat Daya000 | 851,13     | 7.427            | 3.872  | 3.555  | 8,7                 | 108,92              |
| Siberut Tengah        | 379,38     | 7.649            | 3.963  | 3.686  | 20,2                | 107,51              |
| Sipora Utara          | 272,89     | 13.029           | 6.721  | 6.308  | 47,7                | 106,55              |
| Sikakap               | 338,84     | 10.677           | 5.517  | 5.160  | 31,5                | 106,92              |
| Pagai Selatan         | 840,78     | 10.069           | 5.232  | 4.837  | 12,0                | 108,17              |
| Kab. Kep. Mentawai    | 5997,99    | 92.554           | 47.944 | 44.610 | 15,4                | 107,47              |

## Geschichte
Nach der letzten Eiszeit wurden die Inseln durch den steigenden Meeresspiegel und die dadurch entstandene Mentawai-Straße von Sumatra getrennt. Ab 2000 v. Chr. erreichten die Vorfahren der heutigen Mentawai-Bewohner zuerst die nördlichste Insel, Siberut, und besiedelten nacheinander die südlichen Nachbarinseln. Sie unterscheiden sich durch Sprache und Brauchtum von den Bewohnern Sumatras.
1606 erschien Siberut zum ersten Mal als Mintaon auf einer portugiesischen Karte, 1792 erreichte ein Schiff der Britischen Ostindien-Kompanie die Pagai-Inseln. Erst im Juli 1864 wurden die Inseln offiziell Teil von Niederländisch-Indien.
Anfang 1899 wurde die Mentawai-Straße von der deutschen Valdivia-Expedition erforscht. 1901 richteten deutsche Missionare auf Nordpagai eine Station ein. Nach der indonesischen Unabhängigkeit kamen katholische Missionare aus Italien. Seit den 1970er Jahren wurde auf Siberut Holz geschlagen, bis 1993 die Hälfte der Insel als Nationalpark unter Schutz gestellt wurde. Ab den 1980er-Jahren förderte der Staat den Tourismus, ab Mitte der 1990er-Jahre entdeckten Australier die Inseln für das Surfen.
Durch das Regierungsgesetz Nr. 49 von 1999 wurde die Inselgruppe als Kabupaten vom „Mutterbezirk“ Padan Pariaman abgetrennt. Durch die Abtrennung von vier Distrikten (Siberut Utara, Siberut Selatan, Sipoa sowie Pagai Utara Selatan) verringerte sich die Fläche von Padan Pariaman um 81 Prozent (6011,35 von 7413,50 km²). Durch die Separierung von Dörfern wurden im Jahr 2007 sechs weitere Distrikte gebildet.

## Natur

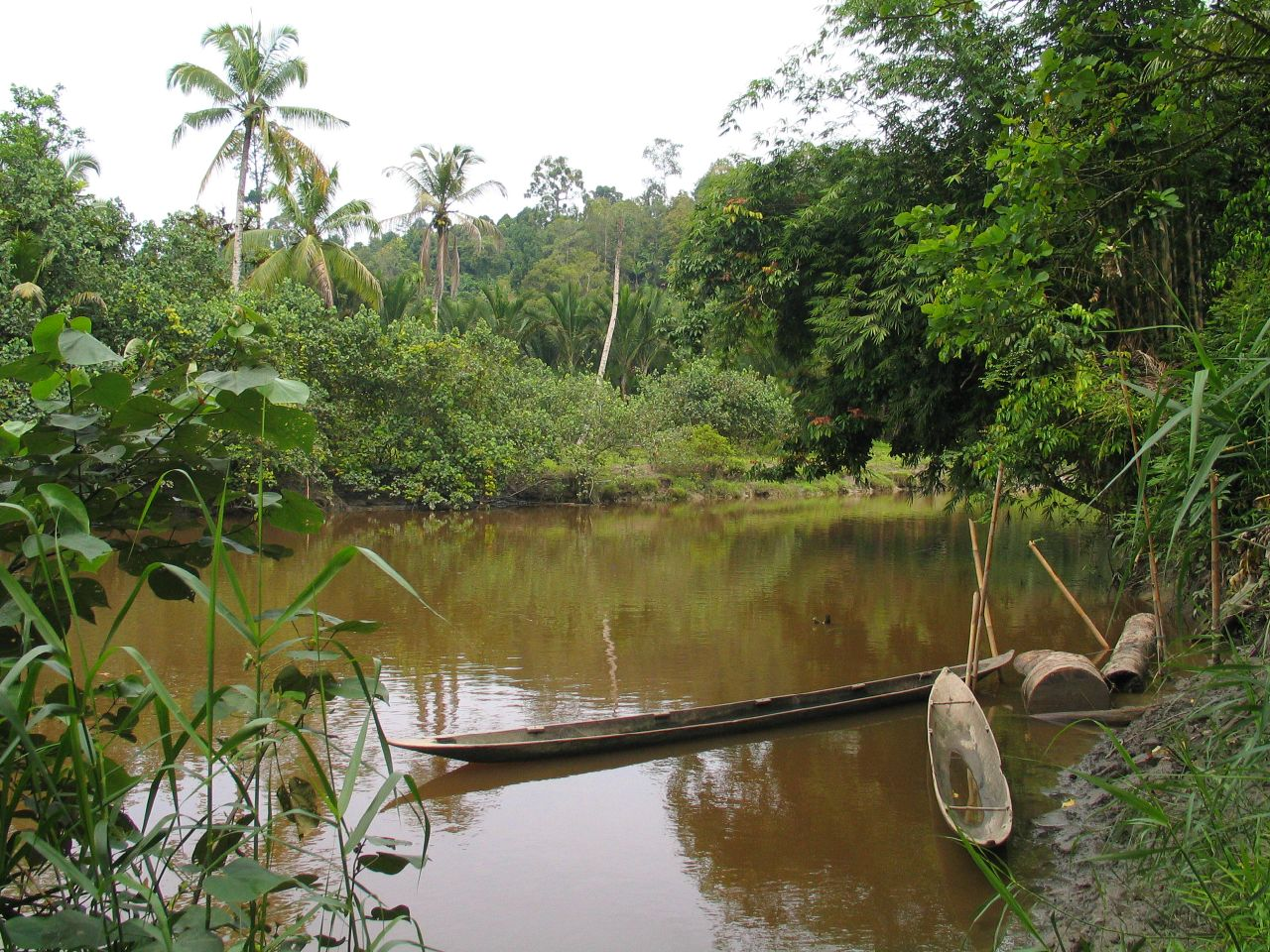
Fluss auf Siberut

Die Inseln sind flach und zum Teil von tropischen Regenwäldern bedeckt. Neben indigenen Völkern wie den Sakhai, die auch heute noch nach ihren animistischen Traditionen leben, werden die Inseln auch von zugezogenen Menschen aus Java und Sumatra bewohnt. Der Fremdenverkehr nimmt einen bescheidenen, aber wachsenden Stellenwert ein.
Die Inseln sind Heimat für eine Reihe endemischer Tierarten, darunter mehrere Primaten wie der Kloss-Gibbon, die Pageh-Stumpfnase, der Pagai-Makak, der Siberut-Makak und der Mentawai-Langur sowie das Mentawai-Spitzhörnchen, die Mentawai-Ratte und die Mentawi-Zwergohreule.

## Katastrophen
Infolge des Seebebens vor Sumatra im Jahr 2004 hat die seismische Aktivität unter der Inselgruppe stark zugenommen, so dass zunehmend dieser Bereich als Nachbeben-Epizentrum zu beobachten ist.
Infolge eines Erdbebens der Stärke 7,7 südwestlich vor dem Sockel der Platte kam es am 26. Oktober 2010 zu einem Tsunami mit mindestens 449 Toten und Hunderten Verletzten, Vermissten und Obdachlosen. Das infolge des Tsunami 2004 eingeführte Frühwarnsystem funktionierte, der Alarm kam wegen der kurzen Distanz der Inseln zum Epizentrum jedoch zu spät. Tags zuvor war für Indonesien ein Tsunami-Alarm infolge eines Bebens der Stärke 7,5 ausgelöst worden.